# Паспорт (фильм)
«Паспорт» — советский художественный фильм режиссёра Георгия Данелии 1990 года, действие которого происходит в разгар Перестройки (фильм датирует начало событий 1987 годом, конец — 1990 годом).

## Сюжет

### СССР
1987 год. Хормейстер тбилисского детского хора Яков Папашвили собирается вместе с женой и дочерью переезжать из СССР в Израиль на историческую родину его матери-еврейки. Отец Якова сначала ссорится с ним из-за решения эмигрировать, так как считает, что грузин должен жить в Грузии, но потом просит своего младшего сына (от второй жены-грузинки), шофёра такси Мераба, проводить Якова из Грузии до Москвы.
Во время поездки в Москву Мераб выбрасывает казавшийся ненужным пакет из багажа брата. Ошеломлённый Яков объясняет, что он вёз с собой в Израиль землю из Грузии. Чтобы успеть собрать грузинскую землю для брата, таксист срывает стоп-кран и бросается собирать камни у насыпи.
Приехав в Москву, Мераб и Яков с семьёй останавливаются у Василия Ермакова — армейского друга Мераба, который тоже работает таксистом. Старые друзья пытаются отпраздновать встречу в гостинице для иностранцев, но швейцар отказывается их впускать, за что таксисты бросают его в фонтан и попадают в милицию. Из отделения их вызволяет жена Якова Инга, выдав Мераба за супруга, который должен улетать из СССР в Израиль на следующий день. Пришедший вместе с Ингой Яков просит освободить и Ермакова, заявляя, будто бы тот является главным раввином Московской области (чтобы помочь Ермакову избежать наказания).
В аэропорту Яков сетует на то, что нельзя выпить шампанского перед расставанием, но спиртным в аэропорту не торгуют. Буфетчица сообщает, что его можно будет купить за чертой пограничного контроля. Мераб, внешне очень похожий на брата, по паспорту Якова проходит пограничный контроль, покупает пару бутылок шампанского, но обратно его уже не пропускают. В поисках чиновника, уполномоченного разрешить ситуацию, таксист бегает по аэропорту, забегает также и в самолёт, где его принимают за Якова, задержавшего полёт. С двумя бутылками шампанского и паспортом брата Мераб летит в Вену, где запланирована пересадка на рейс в Израиль. Яков с семьёй возвращаются к Василию.

### Австрия
В Вене Мераб предпринимает попытку вернуться на родину через посольство СССР. Однако посольство закрыто (поскольку выходной день), равнодушный чиновник отказывается верить таксисту, хотя и предупреждает его об уголовной ответственности за пересечение границы по чужим документам, и, в ответ на его настойчивость, вызывает полицию. Мераба привозят в агентство по репатриации «Сохнут». Авантюрист Боря, случайный попутчик Папашвили, объясняет, что на родине за пересечение границы по чужим документам ему грозит от 3 до 5 лет лишения свободы, таким образом подтверждая слова работника посольства. Мераб решает ехать в Израиль и звонит брату, чтобы тот возвращался с семьёй в Тбилиси и ждал его приезда.

### Израиль
В Израиле Мераб проходит формальную процедуру оформления гражданства (на имя брата) и получает 100 шекелей на карманные расходы. Таксист обращается за помощью к дяде Инги, жены Якова, — телеоператору Изе с просьбой одолжить денег: он хочет поехать в СССР по туристической путёвке и там обменяться с Яковом паспортами, при этом не попав в тюрьму. Дядя Изя после подслушивания телефонного разговора Мераба с Василием решает, что первый — агент КГБ, требующий с него выкуп за брата, и, угрожая пистолетом, выгоняет его из дома.
Мераб встречает на рынке торговца Моше — своего давнего знакомого, бывшего милиционера из Грузии, с которым отправляется на свадьбу богатого и влиятельного Тенгиза из Сухуми (с которым у него общий друг), надеясь, что тот ему поможет. Съёмку на свадьбе ведёт дядя Изя, который перед всеми «разоблачает» Папашвили как агента КГБ. Таксиста, успевшего ударить Тенгиза, с позором вышвыривают со свадьбы, не дав ему ничего объяснить. Мерабу приходится жить на улице, он пытается устроить политическую демонстрацию, приковав себя наручниками к машине советского консула. Тем не менее, таксист ошибается и оказывается прикованным к автомобилю посла Финляндии. После бродяжничества по улицам с грузом на плече Мераба освобождает от наручников и двери полиция. Позвонив в Тбилиси, он узнаёт, что его отец держит в заложниках американского туриста, ожидая, что сыну помогут вернуться домой. Американская журналистка Джейн знакомит Мераба с Семёном Клайном — бывшим военным разведчиком, сибиряком, ветераном Великой Отечественной войны, который теперь живёт в Израиле. Дядя Сеня берётся перевести Папашвили через границу.

### Дорога домой
Мераб и дядя Сеня на авторефрижераторе направляются в сторону Иордании. По дороге таксист садится за руль без прав и в нетрезвом виде. За рулём он нарушает правила движения, на что его спровоцировал тоже изрядно выпивший Клайн. Их останавливает полиция, но дядя Сеня неожиданно притворяется, будто Папашвили угнал у него фуру, пока он спал. Мераб пытается бежать, но получает ранение в ногу, после чего попадает в тюрьму.
В заключении таксист конфликтует с заключённым-арабом, выдавая себя за еврея, а затем его избивают евреи, когда тот начинает выдавать себя за мусульманина. Неожиданно Тенгиз, разобравшийся в недоразумении на свадьбе, вносит за Мераба залог и собирается отправить его домой. Дорогу им перекрывает фура дяди Сени, который, нейтрализовав обоих, забирает таксиста с собой, продолжая прерванный путь к границе. Очнувшемуся Мерабу Сеня объясняет, что это благодаря ему Тенгиз его вызволил и что легально ему отсюда не выбраться. Они добираются до заминированной израильско-иорданской границы. Сеня провожает Мераба через границу, но сам на обратном пути подрывается на мине. Иорданские пограничники арестовывают Папашвили. В иорданской тюрьме он изучает арабский язык.
После трёх лет тюрьмы уже поседевший Мераб находит в Стамбуле связного Мустафу, контакты которого ему оставил дядя Сеня. Тот удивляется столь долгому его отсутствию, но помогает ему добраться до турецко-советской границы. Переходя реку, Мераб поднимает руки и просит невидимых ему пограничников не стрелять. Папашвили снова арестовывают, уже в СССР. Впрочем, его довольно быстро отпустили и в конце 1990 года Мераб смог выполнить последнюю просьбу дяди Сени — приехать в Омск и положить обручальное кольцо на могилу его жены Марины Клайн (именно этой сценой и начинается фильм).

## В ролях
- Жерар Дармон — Мераб Папашвили, таксист / Яков Папашвили, хормейстер детского хора (обе роли озвучивает Мурман Джинория)
- Наталья Гундарева — Инга, жена Якова
- Олег Янковский — Боря Чиж[6] (Борух), советский эмигрант-авантюрист
- Армен Джигарханян — Семён Клайн, водитель рефрижератора, в прошлом — советский фронтовой разведчик
- Евгений Леонов — сотрудник советского посольства в Вене
- Мамука Кикалейшвили — Моше Сепиашвили, торговец нижним бельём, грузинский эмигрант, в прошлом — милиционер
- Леонид Ярмольник — Дод, израильский компаньон Бори, авантюрист
- Леван Пилпани — Вахтанг Папашвили[7], отец Якова и Мераба
- Яаков Бен-Сира — дядя Изя Бернштейн (озвучивает Геннадий Хазанов)
- Нина Тер-Осипян — мать дяди Изи
- Шарон Гакоен Бар[ивр.] — Джейн, американская журналистка
- Игорь Кваша — главный раввин московской синагоги
- Кристиан Фелла — Тенгиз
- Ким Салливан — Гамлет
- Александр Берда — Василий Кузьмич Ермаков, армейский друг Мераба, таксист
- Леван Габриадзе — коллега Мераба по таксопарку
- Юрий Кушнерёв — швейцар в гостинице
- Владимир Гусев — Иван Петрович Фёдоров, начальник по авиаперевозкам
- Вероника Изотова — стюардесса
- Абессалом Лория — начальник поезда
- Руслан Микаберидзе — Мустафа, турок, связной Сени
- Борис Сморчков — дежурный в отделении милиции
- Роман Мадянов — пассажир в аэропорту
- Ирина Шмелёва — Маня, соседка Василия из дома напротив и его же любовница
- Рене Хобуа — не снимался в фильме, но указан в титрах

## Съёмочная группа
- Авторы сценария:
  - Георгий Данелия
  - Реваз Габриадзе
  - Аркадий Хайт
- Режиссёр-постановщик: Георгий Данелия
- Главный оператор: Вадим Юсов
- Композитор: Гия Канчели
- Художник-фотограф: Станислав Тордуа

Премьера фильма состоялась 21 августа 1991 года.
Документ, названный в фильме «паспортом», является советской выездной визой второго рода. В начале фильма Яков объясняет, что сам паспорт дадут в Израиле.
Режиссёр Георгий Данелия планировал пригласить на данную роль сначала Вахтанга Кикабидзе, потом литовского актёра Регимантаса Адомайтиса, затем Николаса Кейджа (последний, прочитав сценарий, дал согласие), однако спонсоры из Франции настояли на выборе французского актёра. Роль Мераба оказалась одной из лучших в карьере Жерара Дармона.
На роль Бори Чижа пробовался Никита Михалков.

## Признание и награды
| Премия                   | Категория                                   | Лауреаты и номинанты                                    | Результаты |
| ------------------------ | ------------------------------------------- | ------------------------------------------------------- | ---------- |
| ВКФ «Золотой Дюк» (1990) | Главный приз                                | Георгий Данелия                                         | Победа     |
| Кинопремия «Ника» (1992) | Премия «Ника» за лучший игровой фильм       | Георгий Данелия                                         | Номинация  |
| Кинопремия «Ника» (1992) | Премия «Ника» за лучшую сценарную работу    | Георгий Данелия Реваз Габриадзе Аркадий Хайт            | Победа     |
| Кинопремия «Ника» (1992) | Премия «Ника» за лучшую мужскую роль        | Олег Янковский, роли в фильмах «Паспорт» и «Цареубийца» | Победа     |
| Кинопремия «Ника» (1992) | Премия «Ника» за лучшую операторскую работу | Вадим Юсов                                              | Победа     |
| Кинопремия «Ника» (1992) | Премия «Ника» за лучшую музыку к фильму     | Гия Канчели                                             | Номинация  |
| МКФ в Римини (1993)      | Приз «Амаркорд»                             | Георгий Данелия                                         | Победа     |